# Chiasmia clathrata
Réseau, Géomètre à barreaux, Phalène réticulée
« Réseau (papillon) » redirige ici. Pour les autres significations, voir Réseau (homonymie).
Pour les articles homonymes, voir Phalène.
Espèce
Chiasmia clathrata, le Réseau, la Géomètre à barreaux ou encore la Phalène réticulée, est une espèce de lépidoptères (papillons) de la famille des Geometridae, de la sous-famille des Ennominae, de la tribu des Macariini, du genre Chiasmia. C'est l'espèce type pour le genre.

## Description
Espèce variable par la couleur jaunâtre des ailes de l'imago et par la diversité de ses lignes foncées.

## Distribution
Eurasiatique : de l'Europe à la Mongolie. Commune dans toute la France métropolitaine.

## Biologie
L'espèce est bivoltine ; les adultes volent en avril-mai, les femelles de cette première génération pondent en mai, donnant des chenilles à croissance rapide ce qui amène des émergences en juillet. Ces papillons de seconde génération vivent en juillet-août, les femelles pondent en août et les œufs issus de cette seconde génération donnent des chenilles qui hiverneront sous forme de chrysalide. Le papillon est actif le jour, dans les friches, les prairies, les dunes ; posé, il garde les ailes ouvertes.
Les larves se nourrissent de Fabaceae (légumineuses) : Lathyrus pratensis, Trifolium medium, Trifolium pratense, de Rubiaceae : Galium mollugo, Galium verum...

## Systématique
L'espèce a été décrite par l'entomologiste suédois Carl von Linné en 1758, sous le nom initial de Phalaena clathrata.

### Synonymie
- Phalaena clathrata (Linné, 1758) Protonyme
- Phalaena retialis (Scopoli, 1763)
- Phalaena decussata (Schrank, 1802)
- Geometra cancellaria (Hübner, 1809)
- Phalaena radiata (Haworth, 1809)
- Phasiane clathrata nivea (Rocci, 1923)
- Chiasmia clathrata vanderbana (Wehrli, 1940)
- Semiothisa clathrata tschangkuensis (Wehrli, 1940)

### Liste des sous-espèces
- Chiasmia clathrata clathrata (Linné)
- Chiasmia clathrata centralasiae (Krulikowski, 1911)
- Chiasmia clathrata djakonovi (Kardakoff, 1928)
- Chiasmia clathrata kurilata (Bryk, 1942)

## Noms vernaculaires
- En français : le Réseau[4], la Géomètre à barreaux[4], la Phalène réticulée.
- En anglais : latticed heath.